# Регіональне управління Сил територіальної оборони «Південь»
Регіональне управління Сил територіальної оборони «Південь» (РУ Сил ТрО «Південь», в/ч A5833) — регіональний орган військового управління Сил територіальної оборони Збройних Сил України на який покладено організацію та виконання завдань територіальної оборони у південній військово-сухопутній зоні України.

## Завдання
Завданнями Регіонального управління Сил територіальної оборони «Південь» є:
1. своєчасне реагування та вжиття необхідних заходів щодо оборони території та захисту населення на визначеній місцевості до моменту розгортання в межах такої території угруповання військ (сил) або/чи угруповання об'єднаних сил, призначених для ведення воєнних (бойових) дій з відсічі збройної агресії проти України;
2. участь у посиленні охорони та захисті державного кордону;
3. участь у захисті населення, територій, навколишнього природного середовища та майна від надзвичайних ситуацій, ліквідації наслідків ведення воєнних (бойових) дій;
4. участь у підготовці громадян України до національного спротиву;
5. участь у забезпеченні умов для безпечного функціонування органів державної влади, інших державних органів, органів місцевого самоврядування та органів військового управління;
6. участь в охороні та обороні важливих об'єктів і комунікацій, інших критично важливих об'єктів інфраструктури, визначених Кабінетом Міністрів України, та об'єктів обласного, районного, сільського, селищного, міського значення, районного у містах рад, сільських, селищних, порушення функціонування та виведення з ладу яких становлять загрозу для життєдіяльності населення;
7. забезпечення умов для стратегічного (оперативного) розгортання військ (сил) або їх перегрупування;
8. участь у здійсненні заходів щодо тимчасової заборони або обмеження руху транспортних засобів і пішоходів поблизу та в межах зон/районів надзвичайних ситуацій та/або ведення воєнних (бойових) дій;
9. участь у забезпеченні заходів громадської безпеки й порядку в населених пунктах;
10. участь у запровадженні та здійсненні заходів правового режиму воєнного стану в разі його введення на всій території України або в окремих її місцевостях;
11. участь у боротьбі з диверсійно-розвідувальними силами, іншими збройними формуваннями агресора (противника) та не передбаченими законами України воєнізованими або збройними формуваннями;
12. участь в інформаційних заходах, спрямованих на підвищення рівня обороноздатності держави та на протидію інформаційним операціям агресора (противника).

## Історія

### Формування
1 січня 2022 року територіальна оборона на підставі Закону України «Про основи національного спротиву» була виділена з Сухопутних військ Збройних Сил України в окремий рід сил.
15 січня 2022 року було сформовано Регіональне управління Сил територіальної оборони «Південь».
4 грудня 2022 року Регіональному управлінню Сил територіальної оборони «Південь» та підпорядкованим військовим частинам, в тому числі й 126 окремій бригаді територіальної оборони міста Одеса вручено Бойові прапори. Бойовий прапор отримав начальник регіонального управління Сил територіальної оборони "Південь" полковник Станіслав Ярмола та командири бригад, які з початку повномасштабного російського вторгнення до України самовіддано виконують бойові завдання на різних напрямках фронту.

## Структура
- 535-й інформаційно-телекомунікаційний вузол (Одеса)
- 379-та окрема рота охорони та обслуговування (Одеса)
- 120-та окрема бригада територіальної оборони (Україна) (Вінницька обл.)
- 121-ша окрема бригада територіальної оборони (Україна) (Кіровоградська обл.)
- 122-га окрема бригада територіальної оборони (Україна) (Одеська обл.)
- 123-тя окрема бригада територіальної оборони (Україна) (Миколаївська обл.)
- 124-та окрема бригада територіальної оборони (Україна) (Херсонська обл.)

Підрозділи, які раніше входили до РУСТрО «Південь»:
- 126-та окрема бригада територіальної оборони (Україна) (2022 – 2024) (м. Одеса)